# Ennio Vanotti
Ennio Vanotti, né le 13 septembre 1955 à Almenno San Salvatore (Lombardie), est un coureur cycliste italien. Professionnel de 1978 à 1990, il a remporté une étape du Tour de Suisse.

## Palmarès

### Palmarès amateur
- 1975
  - Trento-Monte Bondone
  - 3e du Trophée Duriff
- 1977
  - Classement général du Tour du Val d'Aoste
  - 2e de Milan-Tortone

### Palmarès professionnel
- 1979
  - 4e étape du Tour de Suisse
  - 2e du Tour du Nord-Ouest de la Suisse
  - 5e du Tour de Suisse
- 1982
  - 2e du Tour de Vénétie
- 1983
  - 1re étape du Tour d'Italie (contre-la-montre par équipes)
- 1985
  - 2e du Tour du Canton de Genève

## Résultats sur les grands tours

### Tour de France
4 participations
- 1986 : 66e
- 1987 : éliminé (21e étape)
- 1988 : 86e
- 1989 : 126e

### Tour d'Italie
12 participations
- 1978 : 27e
- 1979 : 32e
- 1980 : 19e
- 1981 : 51e
- 1982 : 28e
- 1983 : 36e, vainqueur de la 1re étape (contre-la-montre par équipes)
- 1984 : 37e
- 1985 : 32e
- 1986 : 26e
- 1987 : 39e
- 1988 : 21e
- 1989 : abandon (1re étape)

### Tour d'Espagne
1 participation
- 1990 : 76e